# 趙俊明
趙俊明（Chiu Chun Ming，1964年7月8日—），生於香港，已退役香港足球運動員，司職後衛，為九十年代東方王朝的其中一名主力，更於1992至93球季的聯賽首循環締造出9戰全勝且不失一球的佳績，亦曾代表香港代表隊參加過多項國際賽，其球員生涯代表作是於1993至1994年球季在主場旺角大球場進行的亞洲冠軍球會盃射入奠勝的一球，協助東方在首回合以1比0擊敗日職勁旅川崎讀賣,可惜次回合以1比3落敗無緣晉級。而掛靴後他曾向保險業發展，及後考取教練牌照，開始全職足球教練生涯，現時擔任香港足球總會教練培訓經理及亞洲足球協會講師。

## 外部連結
- 香港足球總會網頁教練註冊資料